# Фенилс (Торино)
Фенилс је насеље у Италији у округу Торино, региону Пијемонт.
Према процени из 2011. у насељу је живело 56 становника. Насеље се налази на надморској висини од 1297 м.